# Suaçuboia
A suaçubóia ou cobra-de-veado (nome cientifico: Corallus hortulana) é um réptil squamata da família Boidae e gênero Corallus. Estão distribuídos na América do Sul e no Brasil ocorrem na Amazônia, Cerrado, Caatinga e Mata Atlântica. São animais carnívoros de atividade noturna, alimentando-se principalmente de mamíferos e aves, possuem hábitos arborícolas e habitam principalmente florestas.

## Características

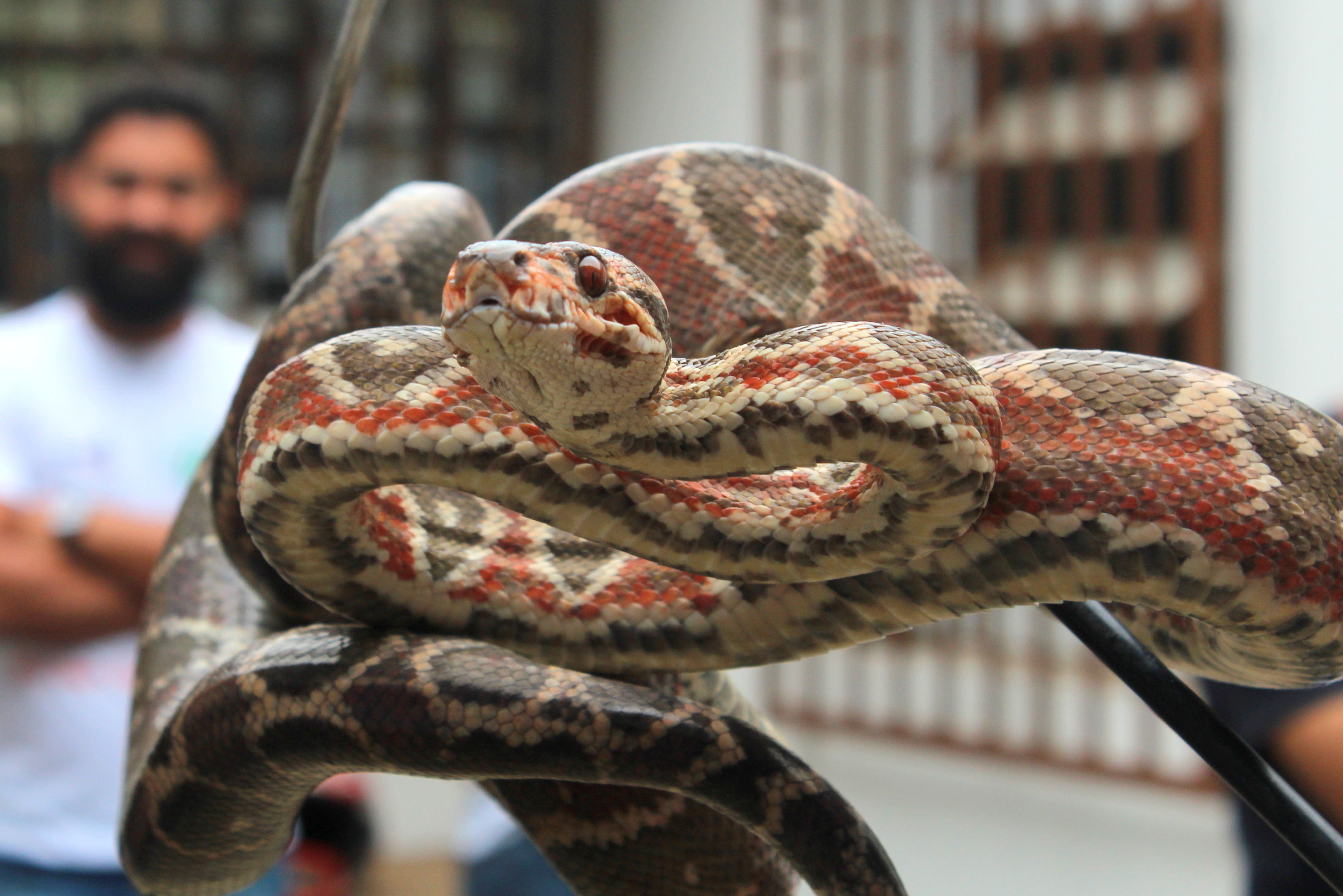
Corallus hortulanus na Universidade Federal de Viçosa

São animais lentos de corpo esguio, apresentando policromia ,ou seja, muitas variações de cores dentro da espécie. Podem atingir 1,5 metro. A cabeça da Suaçubóia é triangular o que se destaca muito em relação ao corpo. Seu modo de reprodução é vivíparo, animais vivíparos são aqueles que se desenvolvem por completo dentro do corpo da mãe, podem ter até 25 filhotes. A expectativa de vida desses animais em cativeiro é de 15 anos. São amniotas, pois, os embriões são rodeados por uma membrana amniótica (ovo amniótico - amnion, córion, alanoide). Sendo da ordem Squamata pertencendo a subdivisão dos Scleroglossa (por aprenderem as presas pelas mandíbulas, irem atrás das presas..) e subdividido dentro dos Scleroglossa em Autarchoglossa, justamente por terem a língua bífida, isso ocorre porque nessa língua tem um órgão vomeronasal, ou seja, esses animais sentem odores pela língua (vomerolfação). As Suaçubóias não são peçonhetas, ao capturar a presa as aperta até a morte causando asfixia e só iniciam a deglutição após a detecção de morte da presa   Por possuir estruturas especiais termossensitivas ao longo das escamas da boca (fossetas labiais), é capaz de detectar uma presa mesmo em extrema escuridão pelo calor do seu corpo. Possui heterodontia (com dentes anteriores maiores) que facilita a predação.
Apesar de serem mantidas legalmente como animais de estimação, elas têm um temperamento notoriamente irritável, não hesitam em morder, por isso não são recomendadas para criadores inexperientes. Outro comportamento defensivo, além de desferir o bote é a formação de bola, enrodilhando-se, ocultando a cabeça.